# Die besten Stories von... (Autorenreihe)
Die besten Stories von... (OT The Best of... bzw. Ballantine's Classic Library of Science Fiction) ist eine in den USA erschienene, ursprünglich von Isaac Asimov initiierte Science-Fiction-Reihe an Sammelbänden mit den jeweils besten SF-Stories eines Autors; sie ist nicht mit der ähnlichen, ebenfalls von Asimov herausgegebenen SF-Reihe Die besten Stories von... (Jahrgangsreihe) (OT The Great Science Fiction Stories of... bzw. The Great SF Stories) zu verwechseln. Jeder Band enthielt ein den jeweiligen Autor charakterisierendes Vorwort eines anderen prominenten SF-Autors, von denen allerdings nur drei eigene deutsche Titel erhielten (namentlich bei den Bänden, die auf Deutsch nicht bei Playboy SF, sondern als Hardcover in Moewigs Reihe MV Bibliothek Science Fiction erschienen).
Im Original erschien die Reihe von 1974 bis 1988 zunächst im Verlag Ballantine Books, ab 1977 parallel bei Del Ray. Auf Deutsch erschienen die meisten Bände der Reihe 1980-1981 im Moewig Verlag im Rahmen der Reihe Playboy Science Fiction.

## Einzelbände
Die Auflistung erfolgt anhand der originalen US-Reihenfolge; wie bei anderen ab 1980 von Moewig im Rahmen der Reihe Playboy SF herausgegebenen Übersetzungen von US-Reihen (wie auch bei der parallelen, von Asimov herausgegebenen Jahrgangsreihe, s. o., und der deutschen Übersetzungen der Reihen Chrysalis und der Nebula-Preisträger) hielt sich Moewig bei der deutschen Veröffentlichung nicht exakt an die US-Reihenfolge.
| Band | Originaltitel                                             | Deutscher Titel | Vorwort                                                                                   |
| ---- | --------------------------------------------------------- | --- | ----------------------------------------------------------------------------------------- |
| 1    | The Best of Stanley G. Weinbaum, Ballantine Books 1974    | Die besten Stories von Stanley G. Weinbaum, Moewig (Playboy SF) 1980 | Isaac Asimov: The Second Nova (dt. Die zweite Nova)                                       |
| 2    | The Best of Fritz Leiber, Ballantine Books 1974           | Die besten Stories von Fritz Leiber, Moewig (Playboy SF) 1980 | Poul Anderson: The Wizard of Nehwon                                                       |
| 3    | The Best of Henry Kuttner, Ballantine Books 1975          | Keine direkte deutsche Entsprechung. | Ray Bradbury: Henry Kuttner: A Neglected Master                                           |
| 4    | The Best of Frederik Pohl, Ballantine Books 1975          | Die besten Stories von Frederik Pohl, Moewig (Playboy SF) 1981 | Lester del Rey: A Variety of Excellence                                                   |
| 5    | The Best of Cordwainer Smith, Ballantine Books 1975       | Die besten Stories von Cordwainer Smith, Moewig (Playboy SF) 1980 | J. J. Pierce: Cordwainer Smith: The Shaper of Myths                                       |
| 6    | The Best of C. L. Moore, Ballantine Books 1976            | Der Kuß des schwarzen Gottes, Heyne (Reihe SF Classics) 1982 | Lester del Rey: Forty Years of C. L. Moore                                                |
| 7    | The Best of John W. Campbell, Ballantine Books 1977       | Die besten Stories von John W. Campbell, Moewig (Playboy SF) 1980 | Lester del Rey: The Three Careers of John W. Campbell                                     |
| 8    | The Best of C. M. Kornbluth, Ballantine Books 1977        | Keine direkte deutsche Entsprechung, viele der Einzelstories sind aber in folgenden deutschen Kornbluth-Sammelbänden enthalten: - Herold im All, Goldmanns Weltraum Taschenbücher 1969 - Die Worte des Guru, Goldmann SF 1974 - Der Gedankenwurm, Phantastische Bibliothek (Suhrkamp) 1987                                                         | Frederik Pohl: An Appreciation                                                            |
| 9    | The Best of Philip K. Dick, Del Rey / Ballantine 1977     | Die besten Stories von Philip K. Dick, Moewig (Playboy SF) 1981 | John Brunner: The Reality of Philip K. Dick                                               |
| 10   | The Best of Fredric Brown, Del Rey / Ballantine 1977      | Die besten SF-Stories von Fredric Brown, Moewig (MV Bibliothek Science Fiction) 1981 | Robert Bloch: A Brown Study (dt. Fredric Brown – eine Studie)                             |
| 11   | The Best of Edmond Hamilton, Del Rey / Ballantine 1977    | Die besten Stories von Edmond Hamilton, Moewig (Playboy SF) 1980 | Leigh Brackett: Fifty Years of Wonder                                                     |
| 12   | The Best of Leigh Brackett, Del Rey / Ballantine 1977     | Die besten Stories von Leigh Brackett, Moewig (Playboy SF) 1981 | Edmond Hamilton: Story-Teller of Many Worlds                                              |
| 13   | The Best of Robert Bloch, Del Rey / Ballantine 1977       | Die besten SF-Stories von Robert Bloch, Moewig (MV Bibliothek Science Fiction) 1980 | Lester del Rey: Robert Bloch: The Man Who Wrote Psycho (dt. Der Mann, der Psycho schrieb) |
| 14   | The Best of Murray Leinster, Del Rey / Ballantine 1978    | Die besten Stories von Murray Leinster, Moewig (Playboy SF) 1980 | J. J. Pierce: The Dean of Science Fiction                                                 |
| 15   | The Best of L. Sprague de Camp, Del Rey / Ballantine 1978 | Die besten Stories von L. Sprague de Camp, Moewig (Playboy SF) 1981 | Poul Anderson: L. Sprague de Camp – Engineer and Sorcerer                                 |
| 16   | The Best of Jack Williamson, Del Rey / Ballantine 1978    | Die besten Stories von Jack Williamson, Moewig (Playboy SF) 1980 | Frederik Pohl: Jack Williamson: The Pathfinder                                            |
| 17   | The Best of Raymond Z. Gallun, Del Rey / Ballantine 1978  | Keine deutsche Entsprechung; Gallun ist bislang auf Deutsch praktisch unveröffentlicht. | J. J. Pierce: Raymond Z. Gallun: The Quiet Revolutionary                                  |
| 18   | The Best of Lester del Rey, Del Rey / Ballantine 1978     | Die besten Stories von Lester Del Rey, Moewig (Playboy SF) 1980 | Frederik Pohl: The Magnificent                                                            |
| 19   | The Best of Eric Frank Russell, Del Rey / Ballantine 1978 | Die besten Stories von Eric Frank Russell, Moewig (Playboy SF) 1980 | Alan Dean Foster: The Symbiote of Hooton                                                  |
| 20   | The Best of Hal Clement, Del Rey / Ballantine 1979        | Keine direkte deutsche Entsprechung, viele der Einzelstories sind aber in folgendem deutschen Clement-Sammelband enthalten: - Expedition zur Sonne, Moewig (Utopia Classics) 1985 | Lester del Rey: Hal Clement: Rationalist                                                  |
| 21   | The Best of James Blish, Del Rey / Ballantine 1979        | Keine direkte deutsche Entsprechung, viele der Einzelstories sind aber in folgenden deutschen Blish-Sammelbänden enthalten: - Auch sie sind Menschen... (Goldmanns Weltraum Taschenbücher 1962, Tosa 1981) - Irgendwann, Goldmann SF 1973 - Eine Handvoll Sterne, Goldmann SF 1974 - Welten im All, Bastei Lübbe 1987                              | Robert A. W. Lowndes: Science Fiction the Hard Way                                        |
| 22   | The Best of H. P. Lovecraft, Del Rey / Ballantine 1982(?) | Keine direkte deutsche Entsprechung. | Robert Bloch: Heritage of Horror                                                          |
| 23   | The Best of John Brunner, Del Rey / Ballantine 1988       | Keine direkte deutsche Entsprechung, viele der Einzelstories sind aber in folgenden deutschen Brunner-Sammelbänden enthalten: - Anfrage an Pluto, Goldmanns Weltraum Taschenbücher 1963 - Der galaktische Verbraucher-Service: Zeitmaschinen für Jedermann, Goldmann SF 1976 - Von diesem Tage an, Heyne 1984 - Fremde Konstellationen, Heyne 1985 | Joe Haldeman: The Brunner Mosaic                                                          |

Darüber hinaus erschienen viele der Einzelstories der nicht auf Deutsch veröffentlichten Bände der Reihe auf andere ebenfalls von Asimov herausgegebenen Sammelbänden und Anthologien verteilt:
- Die besten Stories von... (Jahrgangsreihe)
- Faszination der Science Fiction, Bastei Lübbe 1985

Weitere fehlende Einzelstories erschienen auf Deutsch auch in Sammelbänden der Heyne-Anthologien:
- Band 11: 10 Science Fiction Kriminal-Stories (1965)
- Band 23: 8 Science Fiction Stories (1965; Band 3 der Anthologie der berühmten SF-Autoren)

Ebenfalls erschienen weitere fehlende Einzelstories auf Deutsch in folgenden Anthologien:
- Komet der Blindheit (Heyne 1971), Damon Knight's Collection (Fischer Orbit 1972-1973), Metropolis brennt! (Moewig 1982), Die besten Science Fiction Geschichten des Golden Age (Diogenes 1983), Schöne Zukunftswelt – Utopische Geschichten (Heyne 1985), Traumreich der Magie – Höhepunkte der modernen Fantasy (Heyne 1985), Die Zukunft spinnt (Goldmann SF 1987), Top Science Fiction (3 Bände, Heyne 1987-1990), Das unentdeckte Land (Bastei Lübbe 1988), Gefährliche Possen (Heyne 1997),
- sowie vor allem in den Reihen Titan (Heyne 1976-1985), Wege zur Science Fiction (Heyne 1988-2001, Reihe Bibliothek der Science Fiction Literatur) und den Science-Fiction-Stories bei Ullstein 2000.